# Cornelia Sucher
Cornelia Sucher (* 13. Oktober 1989 in Wien) ist eine österreichische Politikerin (SPÖ) und seit dem 24. Oktober 2024 Abgeordnete zum Wiener Landtag und Mitglied des Wiener Gemeinderates.

## Leben
Cornelia Sucher ist verheiratet.

### Ausbildung und Beruf
Nach der Volksschule besuchte sie das AHS Bernoulli-Gymnasium, das sie 2008 mit der Matura abschloss. Anschließend arbeitete sie als kaufmännische Angestellte, ehe sie von 2017 bis 2021 an der Universität Wien Politikwissenschaft studierte und mit einem Bachelor abschloss. Von 2022 bis 2024 arbeitete sie als Organisationsassistentin an der Universität Wien.

### Politik
Im Jahr 2010 wurde Cornelia Sucher stellvertretende Vorsitzende der SPÖ Wien-Donaustadt, Sektion 7. Dort war sie auch Vorsitzende der Entwicklungskommission sowie Mitglied im Umweltausschuss. In dieser Zeit wurde das Projekt „Paradiesgartl Neue Lobau“ umgesetzt. Seit 2022 ist sie Mitglied des Bezirksparteivorstands der SPÖ Wien-Donaustadt. Als Mitglied des Wiener Gemeinderats wurde sie 2024 auch in den Ausschüssen Petition und Europäische und internationale Angelegenheiten tätig. Sie folgte Pia Maria Wieninger nach, die in den Nationalrat wechselte.

### Sonstige Funktionen
Cornelia Sucher ist Mitglied des Vorstandes des Fördervereines der Volkshochschule Donaustadt sowie stellvertretende Vorsitzende des Donaustädter Frauenvorstandes.